# Hemioplisis acuta
Hemioplisis acuta är en fjärilsart som beskrevs av William James Kaye 1901. Hemioplisis acuta ingår i släktet Hemioplisis och familjen mätare. Inga underarter finns listade i Catalogue of Life.